# Cantone di Clichy
Il Cantone di Clichy è una divisione amministrativa dell'Arrondissement di Nanterre.
A seguito della riforma approvata con decreto del 26 febbraio 2014, che ha avuto attuazione dopo le elezioni dipartimentali del 2015, è stato ridefinito.

## Composizione
Fino alla riforma del 2014 comprendeva le parti centrale e settentrionale del comune di Clichy.
Dal 2015 comprende l'intero comune di Clichy.